# José Del Vala
 (avril 2013).
Si vous disposez d'ouvrages ou d'articles de référence ou si vous connaissez des sites web de qualité traitant du thème abordé ici, merci de compléter l'article en donnant les références utiles à sa vérifiabilité et en les liant à la section « Notes et références ».
José Del Vala, de son vrai nom Albert Delaval, né le 9 juin 1905 à Hellemmes (près de Lille) et mort le 22 mai 1977 à Toulouse, est un ténor d'opéra de 1940 à 1952.

## Biographie
En moins de 10 ans, José Del Vala devient un ténor renommé. Il joue comme premier ténor de l'opéra de Lyon, en Europe, dans les DOM-TOM et dans quelques pays du monde entier, notamment dans Carmen, Faust, Le Pays du sourire ou Rigoletto.
Il interrompt sa carrière à la naissance de son fils.
José Del Vala reçoit la croix de guerre 1939-1945 pour faits d'armes pendant la Seconde Guerre mondiale, notamment dans la Résistance où il s'illustra clandestinement au profit du 5e Bureau.
Il avait épousé en premières noces Georgette Vanderdonckt dont il a eu une fille Roberte.
Il meurt en 1977 de la maladie de Parkinson.

## Représentations

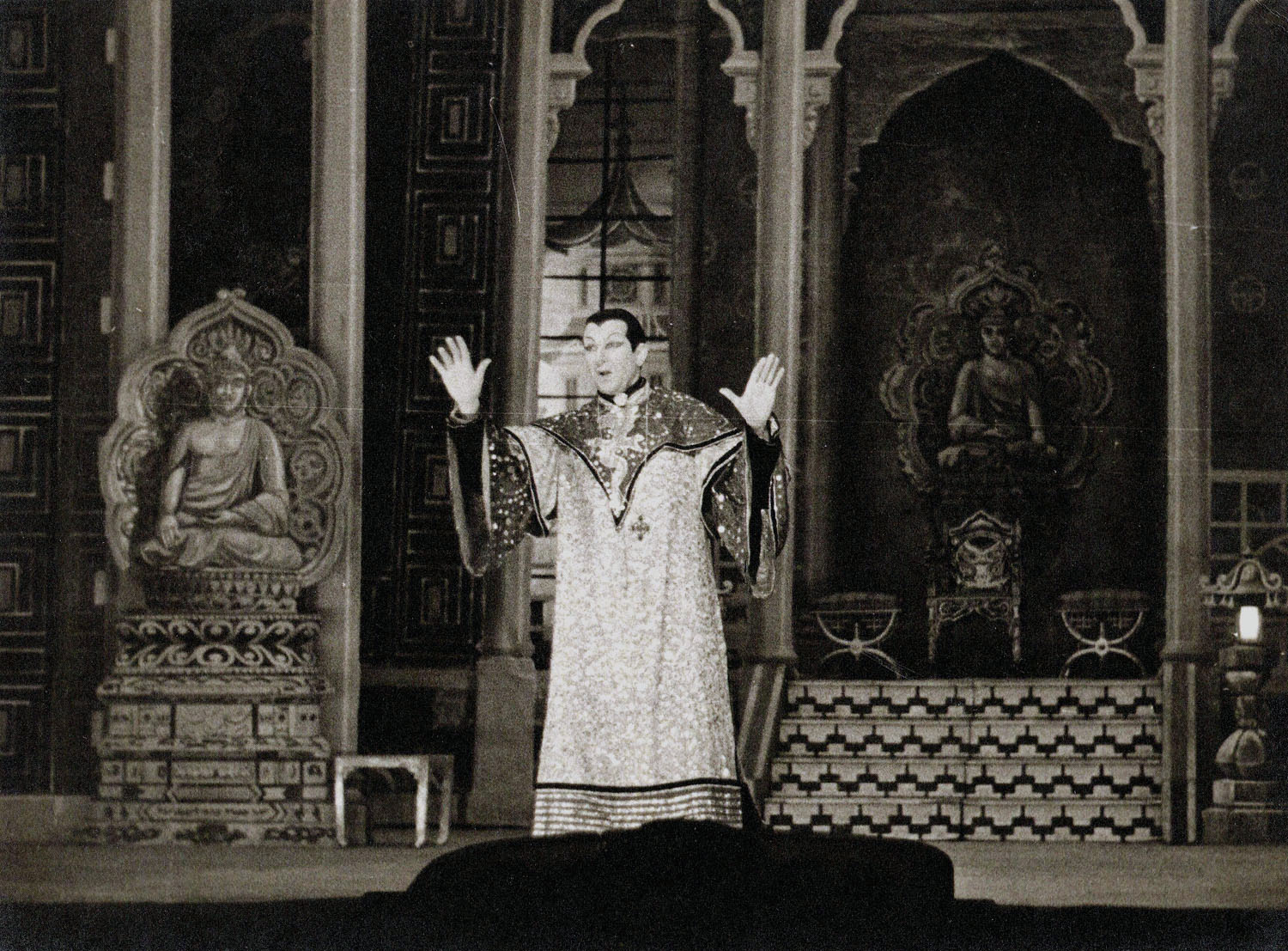
José Del Vala dans Le Pays du sourire.

- Le Pays du sourire (Sou Chong, plus de 500 représentations)
- Carmen (Don José[2], plus de 120 représentations)
- Faust (plus de 100 représentations)
- Rigoletto où il joue le duc de Mantoue avec Pierre Nougaro dans le rôle de Rigoletto
- Manon - Salomé - Madame Butterfly - Roméo - Les Contes d'Hoffmann - Colomba - Tosca - Lakmé - La Bohème - et d'autres.